# Acicoria
Los acuarelistas de 1830 designaban con el nombre de acicoria a un color de tono amarillo rojizo «que no vendían los tenderos», pero que se obtenía evaporando durante cuatro horas consecutivas el residuo de un paquete de raíz de achicoria quemada y en polvo, desleída en un litro de agua.
Este color servía para obtener tonos bituminosos, de tono de sepia, semejantes a los de la pintura al óleo, entonces muy de moda.